# Генрих Павловський
Павловський Генрих Васильович (15 жовтня 1907, Кам'янське — 17 грудня 1973, Ленінград) — український художник (живописець) та педагог, член Ленінградської організації Спілки художників РРФСР

## Біографія
Генрих Павловський народився 15 жовтня 1907 року в селі Кам'янське в Україні. У 1910 році сім'я переїхала в невелике містечко Ново-Борисов. У 1929 році Павловський закінчив Вітебський художній технікум і отримав направлення в Академію мистецтв для продовження навчання. У 1930 році він вступив на перший курс Інституту пролетарського образотворчого мистецтва (з 1932 року — Інституту живопису, скульптури і архітектури Всеросійської Академії мистецтв). У 1937 році Генріх Павловський закінчив інститут по майстерні професора О. Осмьоркіна, дипломна робота — картина «1905 рік»  (в деяких джерелах наводиться інша назва роботи — «Політичних ведуть») . У тому ж році картина була придбана Державним Російським музеєм, що є рідкісним випадком для дипломних робіт студентів.
Вперше роботи Павловського були показані на виставці в 1931 році. З 1937 року він постійно брав участь у виставках, виставляючи свої роботи разом з творами провідних майстрів образотворчого мистецтва Ленінграда. Писав жанрові та історичні картини, портрети, пейзажі, натюрморти. У тому ж 1937 році Павловського приймають в члени Ленінградського Спілки художників. Він починає викладацьку роботу в Ленінградському інституті живопису, скульптури та архітектури,  асистентом в майстерні Олександра Осмьоркіна.
Після початку Великої Вітчизняної війни Генрих Павловський виїжджає спочатку до Новосибірська, де працює в евакуйованому туди ленінградському академічному театрі драми імені О. С. Пушкіна. Там він встигає оформити дві постановки, а потім їде в Самарканд, куди до літа 1942 року було евакуйована Академія мистецтв. За станом здоров'я художник не підлягав призову в Червону Армію (в 1919 році в результаті нещасного випадку він втратив кисть лівої руки і фаланги пальців на правій руці, здоровими залишалися тільки два пальця).
У 1944 році Генрих повернувся в Ленінград і включився в роботу з оформлення Музею оборони Ленінграда. З осені відновив педагогічну роботу в Ленінградському інституті живопису, скульптури та архітектури імені І. Ю. Рєпіна, який в липні повернувся з евакуації. У 1950 році Павловський перейшов на викладацьку роботу в Ленінградському Вищому художньо-промисловому училищи імені В. І. Мухіної, де пропрацював на кафедрах загальної живопису і монументально-декоративного живопису до 1973 року.
Серед творів, створених Павловським, картини «Портрет машиніста Федорова» (1949), «На будовах комунізму» (1951), «Портрет П. П. Ширшова» (1952), «На Карельський перешийку», «Незамерзающая річка» (обидві 1955), «Фрукти. Натюрморт» (1956), «Колгоспний двір» (1957), «У каміна. Натюрморт» (1958), «Портрет знатного бригадира, монтажника Ленінградстроя А. Деміткіна», «Портрет Івана Шаповалова» (обидві 1959), «Зеленогорськ. Будинок художника», «Пастушок», «Український перець» (всі 1960), «Почесний будівельник екскаваторник В. І. Кукін»(1961), «Натюрморт з персиками», «Натюрморт з бананами»  (обидві 1962), «Диня і виноград», «Сніданок на колоди»  (обидві 1963), «Сніданок у поле», «Тракторист» , «Спадкоємець»  (всі 1964), «Російська їжа», «Огірочки»  (обидві 1967), «Сніданок обхідник», «Натюрморт. В селі» (обидві 1968), «Натюрморт з динею»(1969), «Натюрморт з рибою», «Новий стіл» (обидві 1971), «Сільський натюрморт», «Чорний хліб і вобла», «Портрет плавщіка А. Севастьянова», «Натюрморт з келихом і айвою»  (всі 1972), «Подвиг Наді Курченко» (1973) та інші.
Генріх Павловський помер 17 грудня 1973 року в Ленінграді на шістдесят сьомому році життя від хвороби серця. Його твори знаходяться в державному Російському Музеї в Петербурзі, в музеях і приватних збірках в Росії, Великій Британії, Франції та інших країнах.

## Учні
- Антипова Євгенія Петрівна (1917-2009)
- Багров Генріх Костянтинович (1929-2002)
- Баскаков Микола Миколайович (1918-1993)
- Байкова Євгенія Василівна (1907-1997)
- Бєляєв Дмитро Васильович (1921-2002)
- Богаєвський Ольга Борисівна (1915-2000)
- Веселова Ніна Леонідівна (1922-1960)
- Годлевський Іван Іванович (1908-1998)
- Грушко Абрам Борисович (1918-1980)
- Добрина Марія Федорівна (1920- 995)
- Загонек В'ячеслав Францевич (1919-1994)
- Захар'їн Володимир Олексійович (1909-1993)
- Іванова Ніна Олександрівна (1919-1974)
- Козловська Марина Андріївна (1925)
- Коров'яків Олександр Петрович (1912-1993)
- Ластівчин Сергій Павлович (1927-1992)
- Можаєв Олексій Васильович (1918-1994)
- Мухо Микола Антонович (1913-1986)
- Горіхів Лев Миколайович (1913-1992)
- Осипов Сергій Іванович (1915-1985)
- Пустовойтов Федір Степанович (1912-1989)
- Савінов Гліб Олександрович (1915-2000)
- Скуінь Олена Петрівна (1908-1986)
- Тетерін Віктор Кузьмич (1922-1991)
- Тулін Юрій Нилович (1921-1986)
- Харченко Борис Дмитрович (1927-1985)
- Хачатрян Захар Аваковіч (1924)
- Чекалов Володимир Федорович (1922-1992)